# Sancho Manuel de Villena

Pendón del Reino de Murcia.

Sancho Manuel de Villena (1320-1347). Hijo natural del infante Don Juan Manuel con Inés de Castañeda, Sancho fue adelantado mayor del reino de Murcia, alcaide de Lorca y ricohombre de Castilla. Fue el I señor de Carcelén y de Montealegre, señoríos que le concedió su padre, además de señor consorte de Coy y de Celdá.
Se casó con María de Castañeda,  de quien tuvo cuatro hijos, Sancho, Luis (m. 1363), Fernando (m. 1355) y Constanza Manuel quienes heredaron sus señoríos pro indiviso.  Constanza recibió todas las propiedades que habían sido de su padre al fallecer sus tres hermanos sin descendencia legítima y tuvo que pleitear durante unos treinta y seis años para recuperar los señoríos y propiedades confiscadas por el rey Pedro I como castigo por el apoyo prestado por los Manuel a su hermano el futuro Enrique de Trastámara. Constanza fue la esposa de Gómez García de Albornoz.